# Oblada

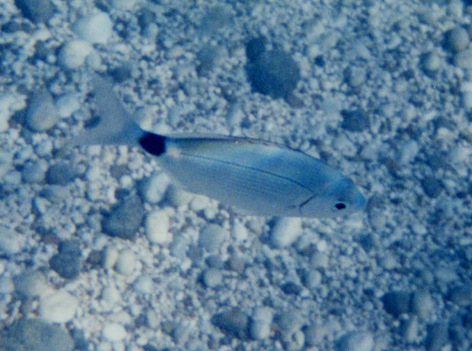
Una oblada

L'oblada o doblada (Oblada melanura) és una espècie de peix teleosti de la família dels espàrids i l'única del gènere Oblada.

## Descripció
- Els exemplars més vells arriben als 34 cm de longitud,[3] encara que la mida més normal és de 20.[4]
- Cos ovalat (semblant al del mabre, però amb el musell més curt), allargat, comprimit lateralment i amb els perfils dorsal i ventral corbat.
- Color gris platejat, amb el dors més fosc i blavós. Franges motejades fosques, longitudinals i difuses. Opercle negre.
- Boca petita, orientada cap amunt, amb les mandíbules extensibles (iguals en longitud) i amb nou dents incisives a cada mandíbula, seguides d'altres similars que recorden les canines (còniques i esmolades) i molars d'aspecte granulat.
- Ulls grossos.
- Aleta dorsal llarga (amb 11 radis espinosos i 13-14 tous), pectorals llargues i agudes, pèlviques petites, anal xicoteta (amb 3 radis espinosos i 12-14 tous), i caudal escotada.
- Sobre el peduncle caudal es pot veure una taca negra envoltada de blanc, característica de l'espècie, ja que és present, fins i tot, a les formes joves de menys de 2 cm de llargària.
- Línia lateral ben marcada.[5][6][7][8]

## Reproducció
És hermafrodita i la reproducció té lloc entre els mesos d'abril i juny. La fecundació és externa i les larves romanen en el plàncton fins a finals d'estiu.

## Alimentació
És omnívor, però es nodreix sobretot de petits invertebrats bentònics i algues.

## Depredadors
Els ous i els alevins són presa dels petits depredadors costaners (com ara, les bogues). Els individus adults són encalçats per llobarros, tallahams, círvies, bonítols, espets i aus marines (com, per exemple, els xatracs).

## Paràsits
És parasitat per Colobomatus oblatae (Delamare Deboutteville & Nunes-Ruivo, 1952), Colobomatus oblatae (Delamare Deboutteville & Nunes-Ruivo, 1952), Lernanthropus vorax (Richiardi, 1880) i Bomolochus oblongus (Richiardi, 1880).

## Hàbitat
És un peix d'aigua marina, bentopelàgic, oceanòdrom, litoral i de clima subtropical (44°N-15°S, 19°W-36°E), el qual viu sobre fons de roques, posidònies i Zostera fins a uns 30 m de fondària.

## Distribució geogràfica
Es troba a la mar Negra, la Mediterrània, incloent-hi els Països Catalans, i a l'Atlàntic oriental (des del golf de Biscaia fins a Angola, incloent-hi Madeira, Cap Verd i les illes Canàries).

## Costums
Forma grans moles.

## Confusió amb altres espècies
Es pot confondre amb Diplodus sargus sargus (Linnaeus, 1758), tot i que aquest darrer té un cos més alt, estries verticals de color fosc i el marge posterior de la cua negrós. També es pot confondre amb Diplodus bellottii (Steindachner, 1882), ja que té la mateixa mida aproximadament i es mou en les mateixes fondàries, però té una petita taca en l'axil·la de l'aleta pectoral i una línia longitudinal fosca travessant-li el cos en comptes de les diverses franges motejades longitudinals que travessen el cos de l'oblada.

## Pesca i ús culinari
És capturada amb soltes, tresmalls, canya de pescar i bromejada, entre altres tècniques. La seua carn, de bona qualitat i fàcilment digerible és una mica insípida. És per això que les receptes de cuina a base d'aquest peix blanc solen tindre com a ingredients herbes aromàtiques (com ara, menta, romaní, farigola, llorer, etc.) i espècies (entre d'altres, el pebre). També és emprada en escabetx i hom diu que al vapor adquireix un sabor més delicat que fregida.

## Rol ecològic i amenaces
Juga un important paper en l'ecologia costanera, ja que es nodreix de petits organismes (els quals, altrament, podrien proliferar de manera excessiva), controla la població d'altres peixos en consumir llurs postes i alevins, i és presa dels grans depredadors costaners. Pel que fa a les seues principals amenaces, són totes aquelles que afecten el seu hàbitat (construcció de ports esportius, dragatge de platges, abocament de residus i sobrepesca).

## Observacions
És inofensiva per als humans.